# Zeuxis
Zeuxis (řecky: Ζεῦξις) z Hérakleje (asi 464 př. n. l. – asi 398 př. n. l.) byl antický řecký malíř. Patřil k nejvýznamnějším malířům své doby.

## Život a dílo
Zeuxis se narodil kolem roku 464 př. n. l. v řecké Hérakleji a byl pravděpodobně žákem Apollodóra. Využíval často efekty perspektivy, iluzionistických kompozicí či šalebné malby. Ve své době proto nebyl příliš pochopen a nakloněn jeho dílu nebyl později (jak je patrné z jeho spisů) ani Aristoteles. Známé jsou jeho malby zástupu bohů, Erose s korunou z růží, Alkmény, Meneláa, Pana, atleta či Marsya v řetězech. Zřejmě nejvíce jej však proslavily obrazy Helena, Zeus na trůně a Mladý Herakles škrtí hady. Podle pozdějšího mýtu (tradovaného od 4. stol. př. n. l.) si chtěl Zeuxis za model pro obraz krásné Heleny vybrat nejhezčí dívku své doby, ale žádná z krasavic, jež před něj předstoupily, se mu nezdála natolik ideální, aby se pro ni jednoznačně rozhodl. Údajně se proto rozhodl rysy pěti vybraných nejhezčích dívek v Helenině portrétu vzájemně zkombinovat. Zeuxis je znám rovněž tím, že vyzdobil královský palác makedonského krále Archeláa I. v jeho novém sídelním městě Pella. Rovněž známý obraz Pana (Fauna), starořeckého boha lesů, pastvin, stád, pastýřů a lovců, Zeuxis namaloval pro Archelaův dvůr.
Většina z malířových děl byla převezena do Říma a Byzance, žádné se však nezachovalo do dnešních dní; dnes je proto známe především z pozdějších replik, historických záznamů a zmínek.

## Zeuxis a Parrhasios
Plinius starší ve svých spisech zmiňuje historku, podle níž se Zeuxis a Parrhasios, jiný známý malíř, údajně vsadili, kdo z nich namaluje obraz věrnější přírodě. Zeuxis prý namaloval hrozny vína s takovou opravdovostí, že je přilétali ozobávat ptáci. Parrhasios zase schoval svůj obraz za záclonu. Zeuxis jej proto požádal, aby ji odhrnul, aby mohl obraz posoudit. Ale záclona byla ve skutečnosti namalovaná a Parrhasios byl prohlášen za vítěze, což zklamaný Zeuxis komentoval slovy: „Oklamal jsem ptáky, mne samotného však oklamal Parrhasios.“
V roce 1964 využil uvedenou historku francouzský psycholog Jacques Lacan k ilustraci lidského vnímání. Zatímco zvířata podlehnou prvotnímu dojmu (slétnou se na „hrozny“), lidská psychika má schopnost pokročilejší imaginace (nutkání odhrnovat „záclony“).